# Axiom Mission 3

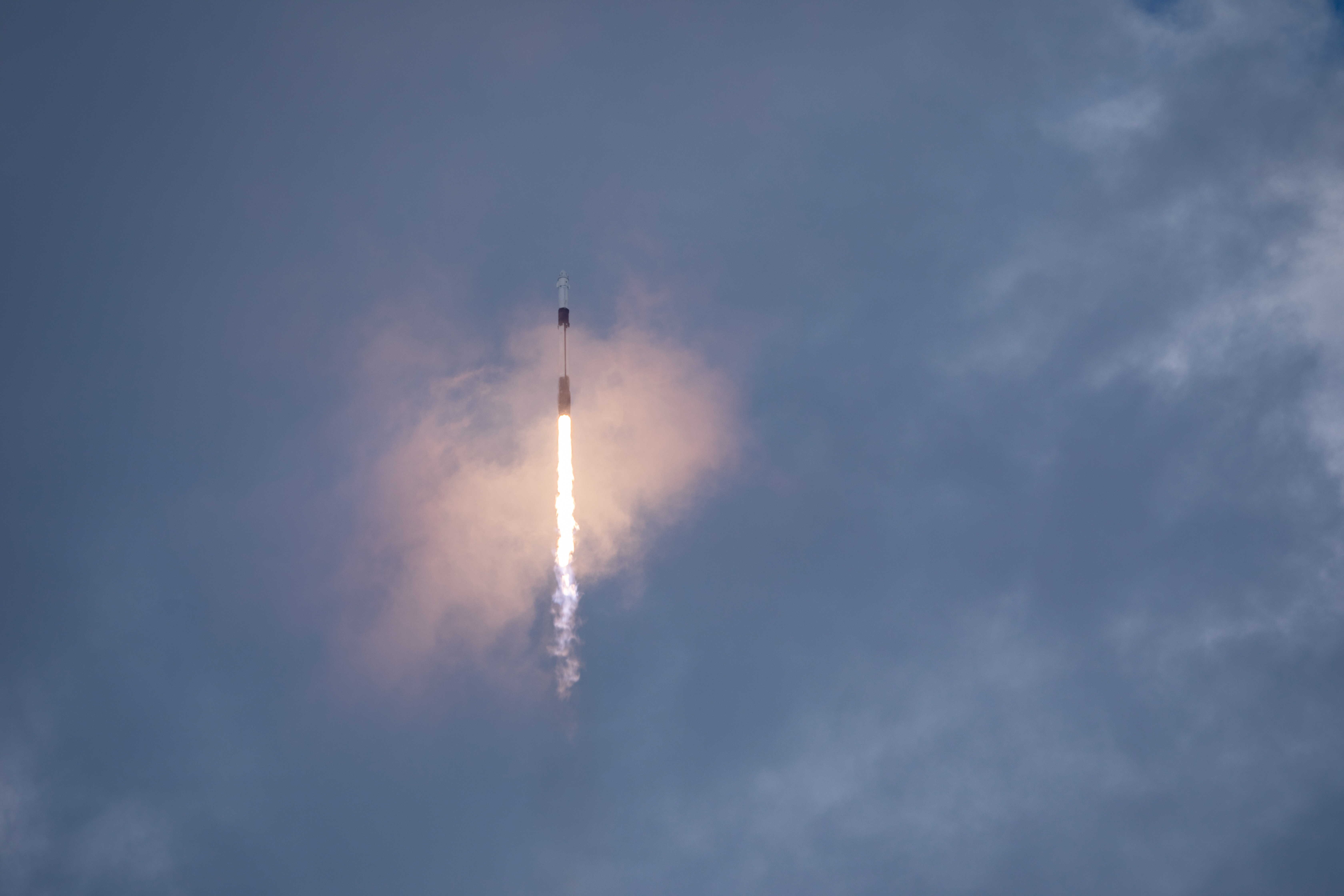
Ax-3 mit einer Falcon 9 beim Start

Die Axiom Mission 3 (kurz Ax-3) war ein bemannter Flug mit einer Crew-Dragon-Raumkapsel zur Internationalen Raumstation (ISS). Betreiber der Mission war das Raumfahrtunternehmen Axiom Space, während SpaceX den Transport mit der Crew Dragon durchführte.

## Besatzung
An der Mission nahm Alper Gezeravcı, ein ehemaliger Pilot der türkischen Luftstreitkräfte, als Missionsspezialist teil. Es war der erste Raumflug eines türkischen Staatsbürgers. Als zweiten Missionsspezialisten wählte die ESA den schwedischen Astronautenanwärter Marcus Wandt. Er flog unter dem Missionsnamen Muninn, welcher der nordischen Mythologie entlehnt ist und einen der beiden Raben Odins bezeichnet. Als Kommandant der Mission wurde der US-amerikanische Astronaut Michael Eladio López-Alegría benannt. Dieser leitete schon die Ax-1-Mission. Walter Villadei, ein Oberst der italienischen Luftwaffe, fungierte als Pilot.
Da der Kommandant López-Alegría auch die spanische Staatsbürgerschaft besitzt, sprach Axiom Space von der ersten vollständig europäischen kommerziellen Mission zur ISS. López-Alegría trug auf dem Mannschaftsbild nicht die US-Flagge, sondern die spanische Flagge auf der Schulter.
Die Ax-3-Besatzungsmitglieder trainierten für ihren Flug mit der NASA, SpaceX und weiteren Partnern. Das Training der Teambesatzung begann im Frühjahr 2023.
Als Ersatz waren Peggy Whitson in der Funktion der Kommandantin und Tuva Atasever als Missionsspezialist vorgesehen. Whitson hatte bereits die Ax-2-Mission geleitet, Atasever war der zweite Astronaut der türkischen Astronautenauswahl.

## Mission
Die Crew Dragon startete am 18. Januar 2024 mit einer Falcon 9 vom Launch Complex 39A des Kennedy Space Center aus und flog zur Internationalen Raumstation. An dieser sollte sie 14 Tage lang angedockt bleiben. Wegen schlechter Wetterbedingungen am Landeplatz vor der Küste von Florida wurde die Mission verlängert. Nach mehr als 21 Tagen im Weltraum landeten die Astronauten am 9. Februar vor der Küste von Daytona Beach.
Die Astronauten führten während der Mission 56 wissenschaftliche Experimente an Bord der ISS durch; insbesondere in den Bereichen Physik und Weltraummedizin.